# Stazione di Vigevano

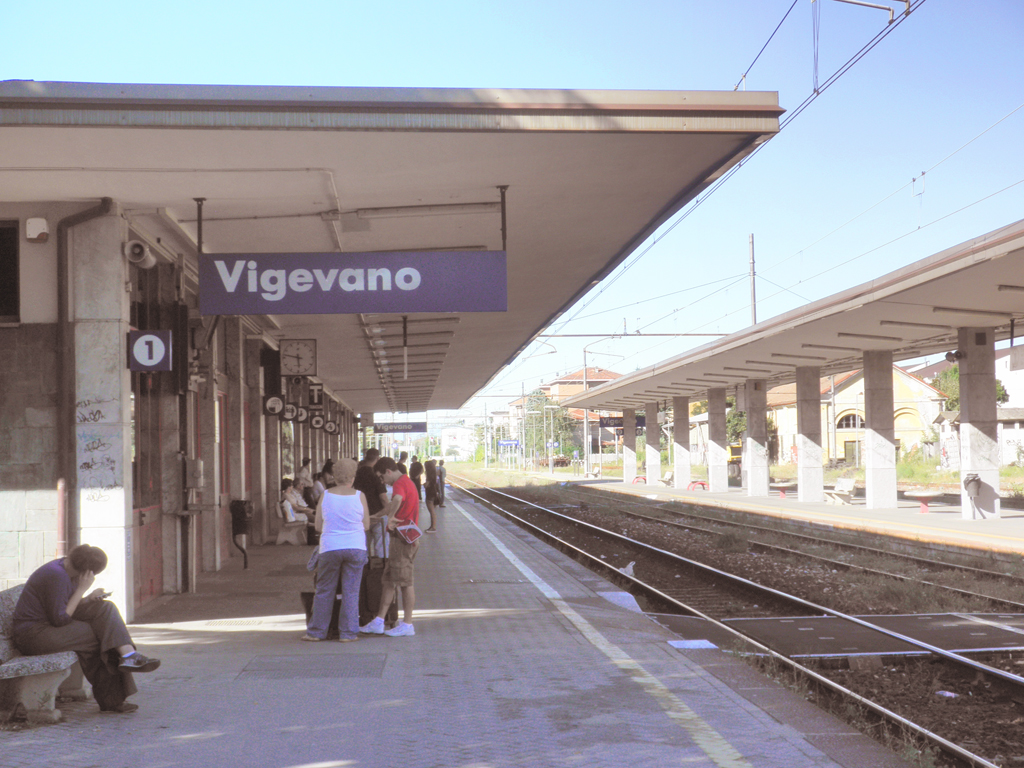
Il vecchio piazzale binari

La stazione di Vigevano è una stazione ferroviaria posta sulla linea Milano-Mortara, a servizio della città lombarda.

## Storia

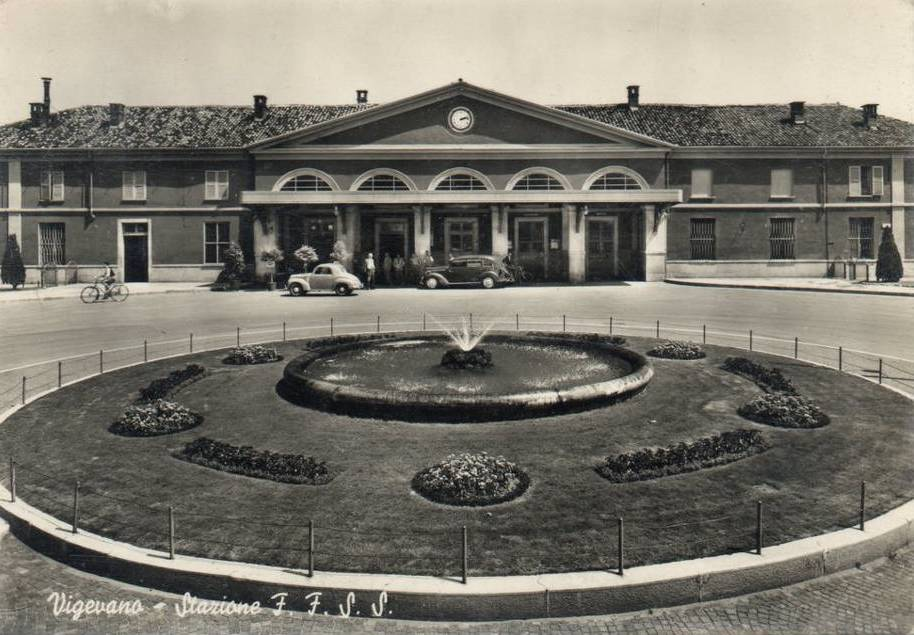
Il fabbricato viaggiatori originario

La stazione fu aperta il 24 agosto 1854 assieme alla linea proveniente da Mortara. Funse da scalo di testa per la breve linea fino al 17 gennaio 1870, quando la Società per le Ferrovie dell'Alta Italia completò la sezione verso la stazione di Milano Centrale.
Il fabbricato viaggiatori fu distrutto durante la seconda guerra mondiale e successivamente ricostruito.
Nel 1965 venne attivato l'esercizio a trazione elettrica, a corrente continua alla tensione di 3 kV.
Nel 2016-2017 vengono attuati i lavori di costruzione del sottopassaggio pedonale e l'innalzamento delle banchine a cinquantacinque centimetri sul piano del ferro.

## Strutture e impianti
La stazione presenta un sottopasso pedonale attivato il 2 ottobre 2017; prima di tale data erano presenti attraversamenti a raso dei binari. I binari passanti sono tre, tutti dotati di banchina; il servizio viaggiatori viene effettuato sui primi due. Sul lato sud sono presenti due binari tronchi, non utilizzabili per il servizio passeggeri.

## Servizi
- Biglietteria a sportello
- Biglietteria automatica
- Sala d'attesa
- Bar

## Movimento
La stazione è servita dai treni regionali di Trenord in servizio sulla tratta Milano-Mortara, con frequenza oraria. Nelle ore di punta vi sono due treni ogni ora e alcuni treni sono prolungati da Mortara ad Alessandria.